# 坂橋克明
坂橋 克明（さかはし かつあき、1965年1月29日 - ）は信越放送（SBC）ラジオ局ラジオ編成部に所属していたラジオパーソナリティで、フリーアナウンサー兼タレント。
長野県長野市出身。長野県長野吉田高等学校、早稲田大学商学部卒業。愛称は坂ちゃん。

## 略歴
1988年同局に一般職として入社した後アナウンサーとなる｡   
1998年4月からの1年間、SBCテレビの夕方ワイド番組「ほっとスタジオSBC」の司会を務める。
「ほっとスタジオSBC」降板後は再びラジオに活躍の場を移しラジオ編成部に異動。「坂ちゃんのずくだせえぶりでい」のパーソナリティを務めるほか、平日朝のワイド番組「モーニングワイド ラジオJ」ではディレクターも務めていた。
2017年、信越放送を退社
。2017年12月、所属していたSBCではない他局にて本人出演のCMが放映され、フリーとなったことが発覚した。

## 現在の担当番組

### SBCラジオ
- 坂ちゃんのずくだせえぶりでい（2008年3月 - ）

## 過去の担当番組

### SBCテレビ
- GOODDAY245（1988年10月 - 1989年9月）
- みどりのたより（1989年10月 - 1996年3月）
- SBCスペシャル
- ほっとスタジオSBC（1998年4月 - 1999年3月）

### SBCラジオ
- ヤングトレンディポスト（1988年7月 - 1988年9月）
- 坂ちゃんの子の刻倶楽部（1988年10月 - 1991年3月）
- ポップス逆上がり（1989年4月 - 1991年3月）
- ラジオ五人囃子（1991年4月 - 1992年10月）
- うきうきワイド 土曜痛快大通り（1994年1月 - 1994年9月）（レポータ－）（1995年3月 - 1998年3月）（パーソナリティー）
- ほわっとニューサンデー（1994年10月 - 1995年3月）
- わいわいワイド ラジオの王様（パーソナリティー）（1999年4月 - 2008年3月）
- できたてワイド ラジオどんぶり（2001年4月 - 2002年3月）
- おいしいワイド まるさか亭（2003年4月 - 2006年3月）
- ケラケラオーケストラ坂ちゃんのお笑いコンチェルト（2003年12月 - 2005年3月）
- ラジオなんかいらない（パネリスト）
- JoHoo!（パーソナリティー）（2005年4月 - 2009年9月）

など

## 出演

### 映画
- ペルセポネーの泪（2021年11月26日、信越放送、源田企画） - 質屋の主人 役